# 中島公園野球場 (室蘭市)
中島公園野球場（なかじまこうえんやきゅうじょう）は、北海道室蘭市にある野球場。

## 施設
- 開設期間：5月1日から10月31日
- メインスタンド（コンクリート）、バックスタンド（芝生）、スコアボード
- 自動散水装置、会議室、放送施設、トイレ
- 関連施設
  - 多目的室A・B

## 参考資料
- “室蘭市都市公園条例”. 室蘭市例規集.  室蘭市. 2016年8月5日閲覧。
- “室蘭市都市公園条例施行規則”. 室蘭市例規集.   室蘭市. 2016年8月5日閲覧。